# FOREVER LOVE (℃-uteの曲)
「FOREVER LOVE」（フォーエヴァー ラヴ）は、℃-uteのメジャー7枚目（通算11枚目）のシングル。2008年11月26日にzetimaから発売された。

## 概要
- 初回生産限定盤はCD+DVDで、通常盤はCDのみである。また、初回生産限定盤、通常盤（初回仕様）ともイベント抽選シリアルナンバーカードが封入されている。初回生産限定版DVDの内容はジャケットメイキング収録である。
- センター・メインボーカル共に矢島舞美、鈴木愛理となっている。
- 有原栞菜が参加するシングルとしては最後となった。
- TBSテレビ『メガデジ』2009年1月度エンディングテーマ。

## 収録曲
全作詞・作曲：つんく　全編曲：鈴木俊介
1. FOREVER LOVE
2. セブンティーンズ VOW
3. FOREVER LOVE (Instrumental)

初回生産限定盤付属DVD
1. ジャケット撮影メイキング

## 参加ミュージシャン
FOREVER LOVE
- プログラミング&ギター：鈴木俊介
- コーラス：CHINO
- パーカッション：飯田ヒロシ

セブンティーンズ VOW
- プログラミング&ギター：鈴木俊介
- コーラス：竹内浩明・つんく